# Huish Episcopi
Pour les articles homonymes, voir Huish.
Huish Episcopi est un village et une paroisse civile du Somerset, en Angleterre, situé à la périphérie de Langport, à 6,4 km au sud-ouest de Somerton dans le district de South Somerset. La population comptait 2 644 habitants en 2021 et la paroisse comprend les hameaux de Bowdens, Combe, Pibsbury et Wearne.

## Histoire
Son nom dérive des terres ou de la maison ("huish" du vieil anglais hiwisc) et episcopi signifiant appartenant à l'évêque de Wells. Les évêques ont occupé le manoir de l'époque saxonne jusqu'en 1859, date à laquelle il a été vendu à des locataires.
Des vestiges romano-britanniques, notamment des sépultures, des pièces de monnaie et des tesselles datant des IIIe et IVe siècles ont été retrouvés au sud de Wearne.
La paroisse de Huish Episcopi faisait partie de la Kingsbury Hundred.

## Géographie
Une grande partie de la terre est basse avec les rivières Yeo et Parrett se rencontrant au sud-ouest du village. Il y avait plusieurs carrières de pierre dans la paroisse, en particulier autour de Pibsbury.

## Économie
Le plus grand employeur de Huish Episcopi est le nouvel abattoir de Southern Counties Fresh Foods Ltd, qui transforme le bœuf et le mouton. Un groupe de liaison de l'abattoir a été nommé, avec des membres du village, pour aider à résoudre les problèmes communautaires tels que les odeurs émanant de l'usine, les poids lourds sur les routes étroites et la pollution lumineuse.

## Éducation
Le village abrite l'école Huish Episcopi (en), une école académique qui peut accueillir 1 200 élèves entre 11 et 18 ans.

## Sites religieux

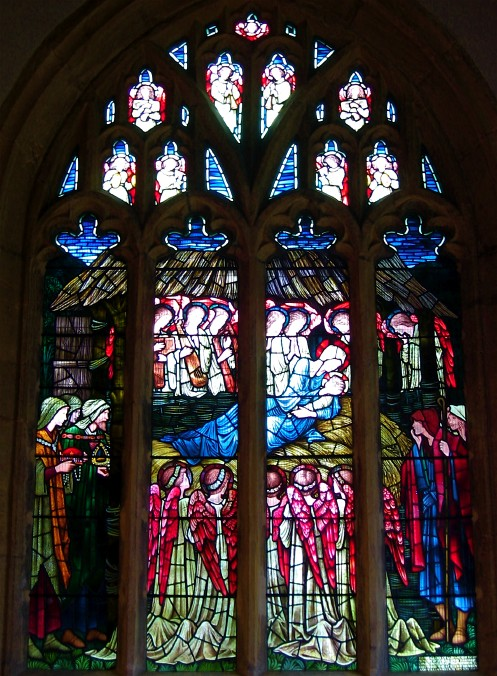
Vitrail de l’église St Mary, représentant la Nativité.

Huish Episcopi abrite l'église St Mary, qui dessert également Langport à proximité. Construite en lias bleu avec une décoration en pierre de taille dorée, l'église est surtout connue pour sa tour Somerset classique de 30 mètres, considérée comme un compagnon architectural de l'église St Martin à Kingsbury Episcopi. L’église St Mary date d'environ 1500 et a été construite en quatre étapes. Il est largement orné de pinacles et de bandes de panneaux quadrilobes. Dans l'angle nord-est se trouve une tourelle d'escalier octogonale qui atteint toute la hauteur de la tour. Un vitrail d'Edward Burne-Jones représente la Nativité, d'autres beaux vitraux suivent la vie du Christ telle qu'elle est racontée dans le Nouveau Testament. C'est un bâtiment classé Grade I.

## Administration
Le conseil paroissial est responsable des questions locales, y compris la fixation d'un précepte annuel (tarif local) pour couvrir les frais de fonctionnement du conseil et la production de comptes annuels pour examen public. Le conseil paroissial évalue les demandes de planification locale et travaille avec la police locale, les agents du conseil de district et les groupes de surveillance de quartier sur les questions de criminalité, de sécurité et de circulation. Le rôle du conseil paroissial comprend également le lancement de projets d'entretien et de réparation des installations paroissiales, ainsi que la consultation du conseil de district sur l'entretien, la réparation et l'amélioration des autoroutes, du drainage, des sentiers, des transports publics et du nettoyage des rues. Les questions de conservation (y compris les arbres et les bâtiments classés) et les questions environnementales relèvent également de la responsabilité du conseil.

## Chemins de fer
La gare voisine de Langport East (en) sur la ligne Reading to Taunton (en) a été fermée en 1962, bien que la ligne elle-même reste ouverte.